# Mario Gioffredo

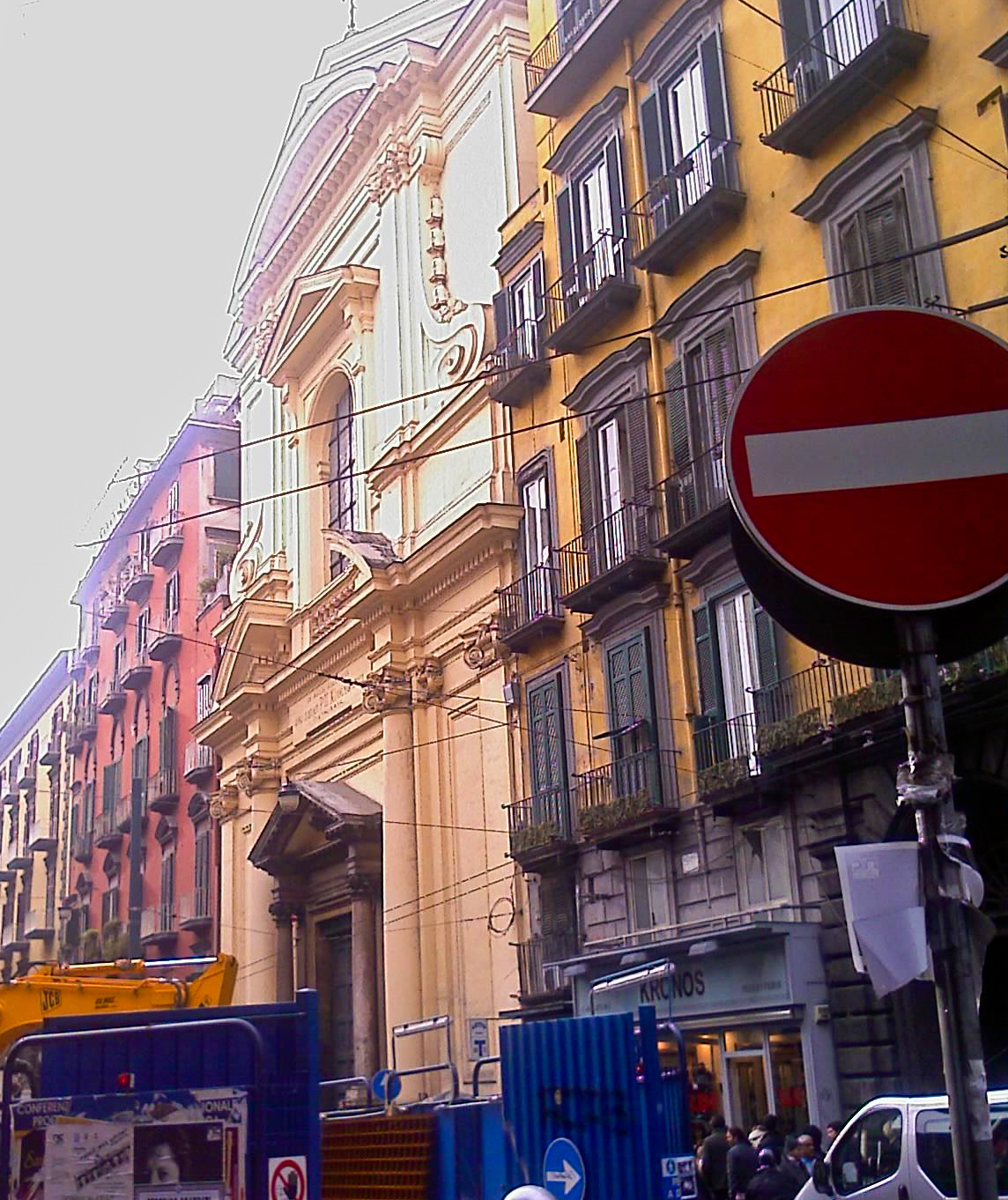
Chiesa dello Spirito Santo

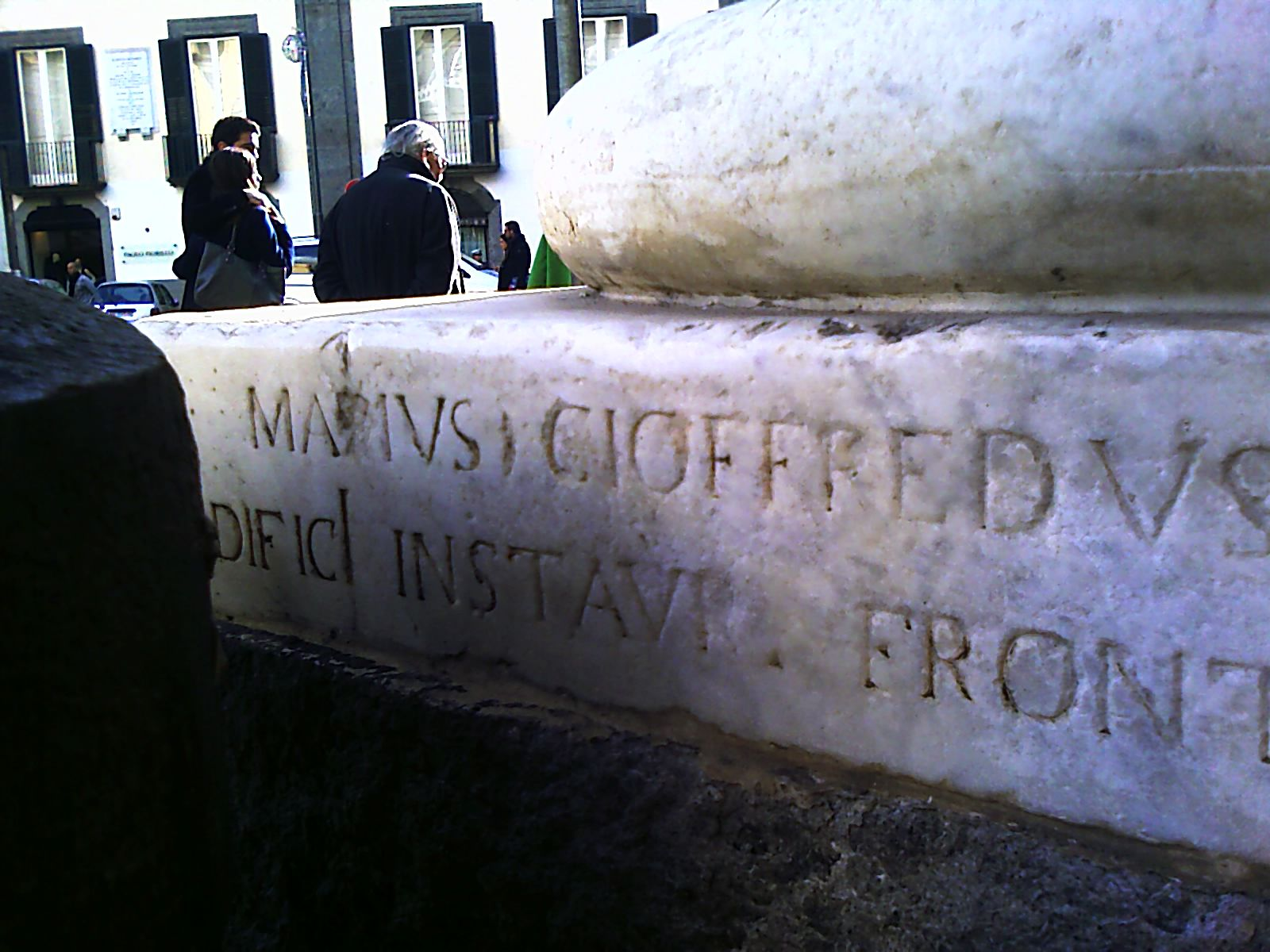
Firma dell'architetto, Palazzo Partanna

Mario Gioffredo, detto anche il Vitruvio napoletano (Napoli, 14 maggio 1718 – Napoli, 8 marzo 1785), è stato un architetto, ingegnere, incisore e topografo italiano.

## Biografia
Architetto innovatore nelle rappresentazioni grafiche di progetti, ebbe una formazione alquanto umanistica e frequentò la bottega del Solimena apprendendo le tecniche del disegno, pratica lo studio di Martino Buonocore e inoltre legge i trattati teorici classici di Vitruvio e di architetti rinascimentali, come il Palladio. Nel 1741 ebbe inizio la sua attività di architetto dopo essere stato esaminato dal regio ingegnere Giovanni Antonio Medrano.
Iniziò a viaggiare conoscendo antichità e altro, progettò edifici in molte città del Regno di Napoli tra Campania, Abruzzo e Calabria nonché a Napoli.
Nel 1741 partecipò anche al concorso per il rifacimento della Chiesa di San Giacomo degli Spagnoli in Roma, parteciparono tra l'altro anche Luigi Vanvitelli e Ferdinando Fuga, il concorso fu vinto dal Nostro ma l'idea del progetto non arrivò neanche all'inizio dei lavori da eseguire e bisognerà aspettare il XIX secolo con il nuovo progetto di Luca Carimini.
Fu tra i primi a scoprire le antichità di Ercolano, Pompei e Stabia e specialmente di Paestum dove riscoprì tra l'altro la Basilica dedicata ad Hera e i templi dedicati a Nettuno e ad Atena, questo avvenne nel 1746, motivato dalle scoperte archeologiche si orientò verso il classicismo settecentesco che nelle sue architetture anticipa i modelli neoclassici del secolo successivo. Il Gioffredo fu impegnato anche nella progettazione di macchine da festa, in questa attività l'architetto si distaccò dalla sua architettura classicista per utilizzare in questo caso, come lui riteneva, uno stile più vivace e popolare: il rococò. Sempre nel medesimo anno progettò il Carro del Battaglino. Al successivo anno risale la sua partecipazione al concorso di progettazione dell'Obelisco dell'Immacolata, vinto poi dal Genoino. Nel 1749, all'età di trent'uno anni, fu incaricato di progettare il Sedile di Porto, progetto di rilievo nella società napoletana.

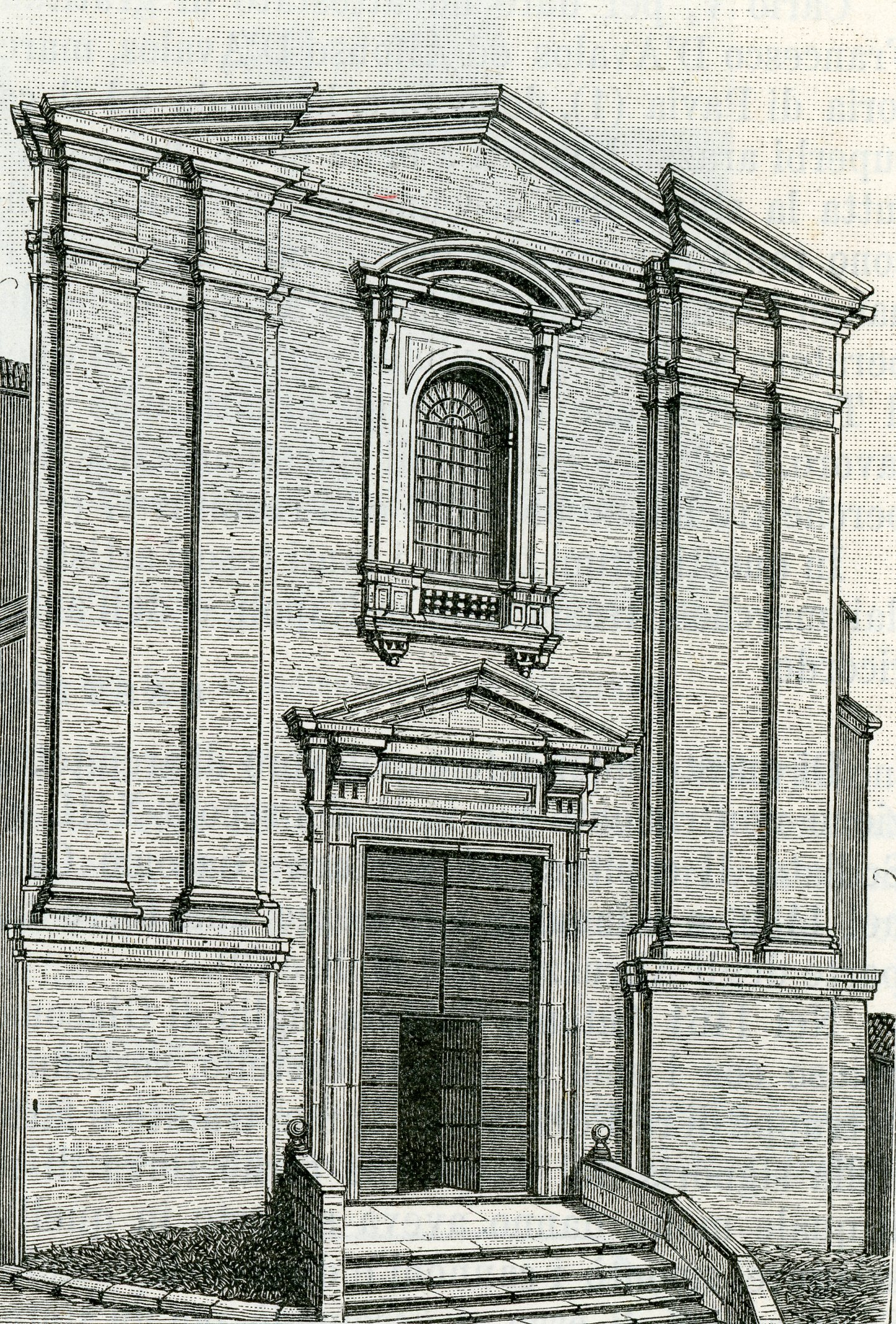
Incisione del prospetto della Chiesa del Carmine a Vasto (Ch), progetto di Gioffredo

Il Gioffredo, sul finire degli anni quaranta del secolo, fu chiamato dal re Carlo III di Borbone per progettare la Reggia di Caserta. L'architetto fu scalzato dall'incarico e rimpiazzato dal Vanvitelli che veniva direttamente da Roma e aveva molta più esperienza in progettazione. Il progetto del partenopeo consisteva in un palazzo roccaforte bastionato, chiuso alla città, riferendosi all'Escorial in Spagna e al Palazzo di Diocleziano a Spalato. Il progetto vanvitelliano differiva completamente, era aperto verso spazi aperti e non chiuso in se stesso come roccaforte. Tali scopi architettonici e urbanistici ideati dal Vanvitelli, e che differiscono completamente con quelli del Gioffredo, sono dovuti agli esiti della Battaglia di Velletri nel 1744.
Nel 1749 secondo lo storico Omobono Bocache è nel paese di Castel Nuovo, oggi Castelfrentano, a progettare la nuova architettura della chiesa madre di Santo Stefano.
Intorno al 1758 progetta il rifacimento della Basilica dello Spirito Santo, il Gioffredo nella sua composizione prettamente classicista riesce a creare un capolavoro di riprogettazione e conservazione, riuscì a preservare armonicamente gli ambienti cinquecenteschi delle cappelle ma al contempo nella navata riuscì magistralmente a fondere le classiche pareti inondate di luce dall'armonica cupola inglobando appunto le preesistenti cappelle; molto particolare è la facciata che oltre ad inglobare il portale tardo manierista in marmo, si risente di quella tradizione manieristica e michelangiolesca sul gioco dei timpani incastrati e spezzati. Nei medesimi anni della costruzione dello Spirito Santo a Napoli, è anche il progettista della Chiesa di Maria Santissima del Carmine a Vasto. La chiesa riprende gli stessi schemi della chiesa napoletana dello Spirito Santo. Nel 1768 venne pubblicato il suo trattato Dell'Architettura. Nel 1770 circa viene chiamato in Calabria per progettare il Polo siderurgico di Mongiana.
Le sue commissioni furono sempre di rilievo ma a volte ricche di divergenze con i committenti, ad esempio con i duchi di Casacalenda dove nella direzione del Palazzo di Sangro di Casacalenda e della Villa Campolieto ad Ercolano venne estromesso per incompetenze tecniche e sostituito al palazzo e dalla villa da Luigi Vanvitelli che curò il completamento. Insieme al Vanvitelli curò il restauro dell'interno della Chiesa dei Santi Marcellino e Festo, mentre insieme al pittore Fedele Fischetti si occupò del restauro-rimaneggiamento decorativo della chiesa di Santa Caterina da Siena, restaurò il Palazzo d'Avalos del Vasto e a poche centinaia di metri progettò Palazzo Partanna di cui oggi rimane solo il portale mentre venne rifatto completamente da Antonio Niccolini e infine progettò in via Toledo Palazzo Cavalcanti.
Nel 1783 venne nominato architetto di corte e direttore delle fabbriche incompiute del Fuga, carica che manterrà fino alla sua morte avvenuta l'8 marzo 1785 all'età di 67 anni nella sua abitazione in via Tommaso Caravita, nei pressi di Monteoliveto.

## Opere
- Gioffredo Mario, Architettura, Napoli, 1768, SBN LO1E026481.